# Thomas Schlüter
Thomas Schlüter (* 21. Juli 1949 in Berlin-Kreuzberg) ist ein deutscher Geologe. Er war Programmspezialist für Geowissenschaften bei der UNESCO in Nairobi, Kenia. Weiterhin lehrte er als Honorarprofessor an der University of Nairobi.

## Leben
Nach dem Abitur am 6. Februar 1969 begann Thomas Schlüter mit dem Studium der Geologie an der Freien Universität Berlin. In der Zeit der Studentenrevolte erteilte ihm Prof. Dr. Walter Georg Kühne im Sommersemester 1969 Privatunterricht in Paläontologie, wodurch sein großes Interesse an der Evolution der Organismen geweckt wurde. Nach dem Diplom im Frühjahr 1972 nahm er seine Arbeiten an Insekteneinschlüssen auf, worüber er am 19. Juni 1979 an der Freien Universität Berlin promovierte.
Nach mehreren kürzeren Projekten und Auslandsaufenthalten lehrte Schlüter 1982 bis 1988 als Lecturer, von 1988 bis 1989 als Professor an der Universität von Daressalam in Tansania, war von 1990 bis 1995 Professor an der Makerere-Universität in Kampala, Uganda, wo er zwischen 1993 und 1995 das geologische Institut leitete. Von 1996 bis 1998 war Schlüter Professor an der Universität von Swasiland, Swasiland. Vom Juli 1998 bis Juli 2008 war er Programmspezialist für Erdwissenschaften bei der UNESCO in Nairobi, Kenia. Im Juli 2008 begab sich Schlüter zunächst in den Vorruhestand und war Lehrbeauftragter für die Regionale Geologie Afrikas und die Geschichte des Lebens an der Universität Potsdam. Seit August 2010 ist er erneut als Professor an der University of Swaziland im Fach Geography, Environmental Science and Planning tätig.
Schlüter ist Honorarprofessor an der Universität von Nairobi, Kenia und hat seit 1974 etwa 200 wissenschaftliche Aufsätze und zwei Bücher verfasst.
Sein Bruder ist der deutsche Maler Matthias Schlüter. Er lebt heute in Berlin.

## Erstbeschreibungen (valide)
Zusammen mit Carsten Brauckmann ist er Erstautor (valide) der triassischen Insektenarten Dubiaphis curvata BRAUCKMANN & SCHLÜTER 1993, Heseneuma hammelburgensis BRAUCKMANN & SCHLÜTER 1993 und Saaloscytina perreticulata BRAUCKMANN & SCHLÜTER 1993.

## Schriften
- Fossil insect localities in Gondwanaland. Entomologia generalis 15, 1, Stuttgart 1990, S. 61–76
- mit Carsten Brauckmann: Neue Insekten aus der Trias von Unter-Franken. In: Geologica et Palaeontologica 27, 1993, S. 181–199
- Geology of East Africa 1997, Gebrüder Bornträger, ISBN 3-443-11027-4
- Geological Atlas of Africa, mit Beiträgen von Martin H. Trauth, 2. Auflage 2008, Springer, ISBN 3-540-76324-4